# Эльфсиге
Эльфсиге (англ. Ælfsige; умер в 959 году) — 23-й архиепископ Кентерберийский (958—959).

## Биография
В 951 году был назначен епископом Уинчестерским, после чего регулярно свидетельствовал жалованные грамоты королей Эдреда и Эдвига.
В 958 году переведён на Кентерберийскую кафедру после смерти архиепископа Оды. В том же году отправился в Рим за получением паллиума от Папы Римского Иоанна XII, но погиб в начале 959 года при переходе через Альпы, где и похоронен.
В «Англосаксонской хронике» имеется запись о гибели в битве с викингами-данами в 1001 году Годвине из Уорти, сына епископа Эльфсиге. В завещании архиепископа, составленном перед его последним путешествием, упоминается некий «молодой родственник», которого многие исследователи считают тем самым Годвине, погибшим четыре десятилетия спустя. Приняв такое допущение, следует признать Эльфсиге представителем так называемого «мирского духовенства», влияние которого в течение многих десятилетий стремились ограничить церковные реформаторы. Историки позднего периода (после нормандского завоевания) обвиняли его в получении архиепископской кафедры через симонию и в неуважительном отношении к могиле архиепископа Оды.